# Chaumière

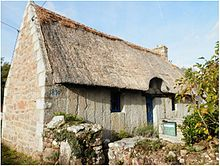
Penty, casita de Nevez

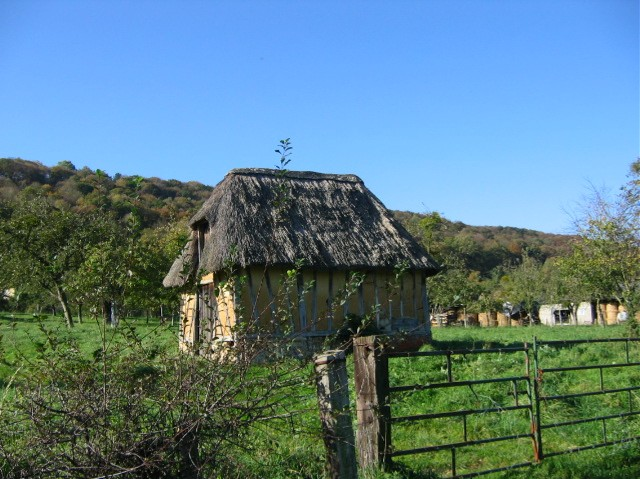
Chaumière de Marais-Vernier, en el departamento de Eure en Haute-Normandie.

La chaumière es una casa rural tradicional en la Europa occidental. Recibe su nombre de su techo, recubierto de chaume (paja de trigo o de centeno, o de tallos de cañas). En Francia se encuentra, sobre todo, en Normandía, en la Cornualles bretona, así como en la Brière.
Actualmente también se utiliza la palabra chaumière para referirse a una casa familiar o simplemente a una vieja casa rural.
Este tipo de construcciones se da también en varios países europeos: Reino Unido, Alemania, etc.

## Lachaumièrenormanda y bretona

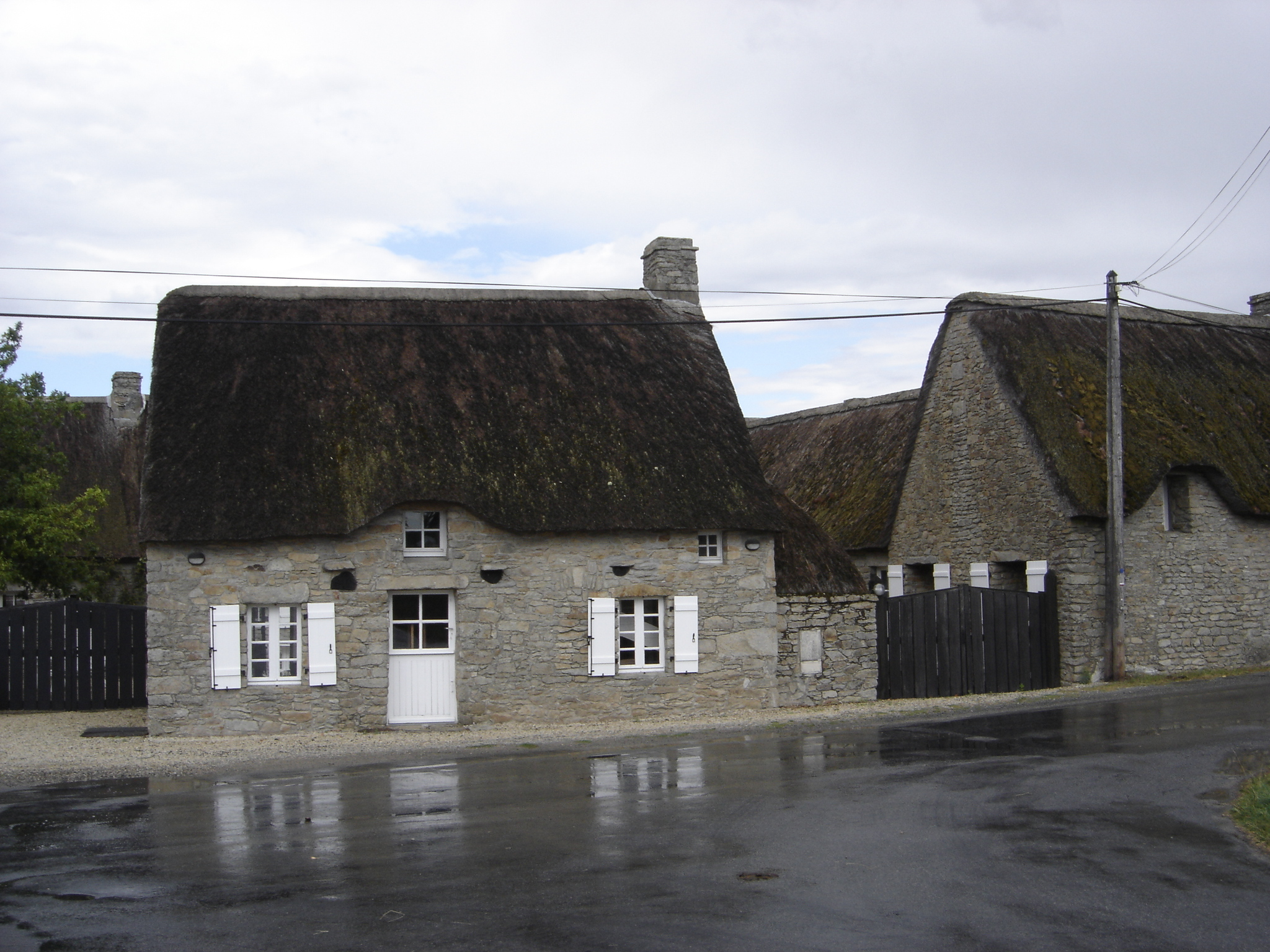
Chaumière en Brière.

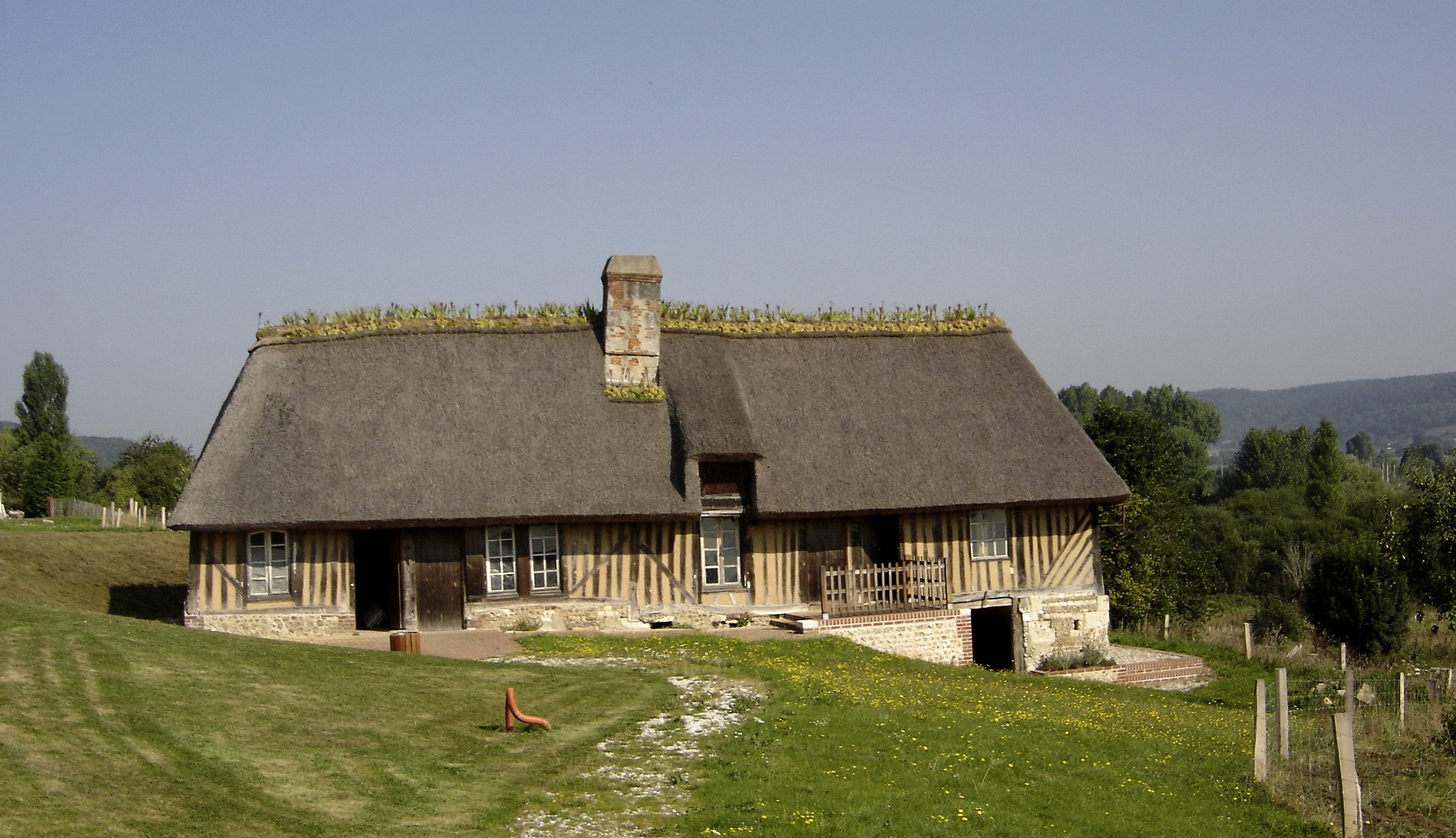
Chaumière en Saint-Sulpice de Graimbouville (Eure).

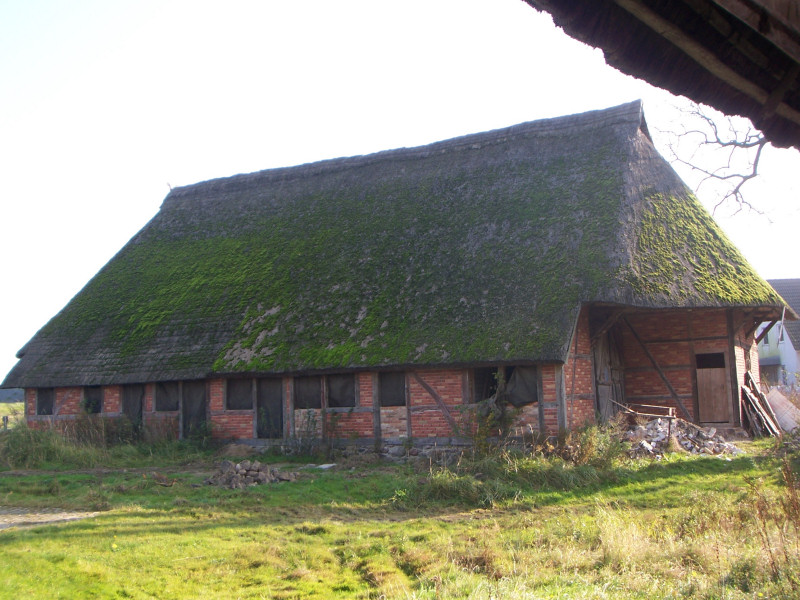
Chaumière con techo de juncos.

Para la construcción de sus viviendas, los paisanos de la campiña normanda utilizaban todos los materiales frecuentes en la zona: tierra arcillosa húmeda, piedras, madera en abundancia y los cereales que cultivaban, tales como el trigo o el centeno.
La base de la casa se construía a menudo con sílex debido a sus propiedades de estanqueidad, muy útil durante los meses de otoño e invierno. Los muros y el techo se construyen a partir de un ensamblado de vigas de roble, que recibe el nombre de colombage, entre las que se coloca una mezcla de paja, arcilla y agua, llamada torchis.
Para que sea impermeable, el techo de paja debe tener una fuerte pendiente y para que su altura sea razonable, la casa debe ser estrecha, por lo que tiende a ser muy larga. Esto explica la forma característica de la chaumière normanda, compuesta a menudo por una sucesión de habitaciones comunicadas entre ellas y dotadas cada una de una ventana y una puerta que da al exterior. 
En el Finisterre sur, en la Cornualles bretona, las chaumières están construidas con muros mein zao, típicos de Névez (ver imagen) y Tregunc. Son bloques verticales de granito, de una pieza, hincados en el terreno. 
En la construcción tradicional, el techo de paja descansa sobre un lecho de tierra arcillosa en la que se plantaban iris (ver foto). La proliferación de los rizomas de la planta aseguran la fijación de los extremos de los tallos de caña.
Finalmente, para proteger la fachada se aplica una capa de una mezcla de cal, tierra, arena y paja de lino, lo que proporciona un color blanquecino que destaca con los colores oscuros de la madera de los colombages.

## Laschaumièresactuales
Actualmente, las chaumières son muy demandadas dado su carácter típico. A menudo son remodeladas para transformarlas en albergues o, en el caso de las más grandes, hoteles rurales.
Las auténticas chaumières son cada vez más raras, dados los materiales empleados en su construcción (la paja se sustituye por la pizarra, teja y sobre todo, cañas y juncos).

## Expresiones con la palabrachaumière
- Faire pleurer dans les chaumières (en español "Hacer que lloren en las chaumières"): Causar pena o daño a la gente sencilla, a la gente del pueblo.

## Laroute des chaumières
En el Parc naturel régional des Boucles de la Seine normande, existe una ruta turística denominada route des chaumières. Comienza en la Maison du Parc, y tiene una longitud de 53 km transcurriendo por Vatteville, Aizier y Vieux-Port finalizando en el marais Vernier.
Las chaumières son numerosas en pays d'Auge, Roumois y Lieuvin.
- Datos: Q13360578
- Multimedia: Thatched cottages / Q13360578